# A1 Team Libanon
Das A1 Team Libanon (engl. Stilisierung: A1Team.Lebanon) war das libanesische Nationalteam in der A1GP-Serie.

## Geschichte
Das Team wurde von Tameem Auchi gegründet; als Rennstall fungierte in den ersten beiden Saisons das britische Team Carlin Motorsport und von da an das ebenfalls britische Team Argo Racing.
In der ersten Saison zählte das Team zu den Hinterbänklern, als beste Resultate stehen zwei elfte Plätze im Hauptrennen in Estoril durch Basil Shaaban und im Hauptrennen in Shanghai durch Graham Rahal zu Buche. Es beendete die Saison auf Rang 24 ohne Punkte.
In der folgenden Saison blieb eine Leistungssteigerung aus, das Team kam über zwei zwölfte Plätze durch Graham Rahal beim Rennwochenende in Brünn nicht hinaus. Es beendete die Saison auf dem 23. Gesamtplatz mit erneut null Punkten.
Auch in der dritten Saison konnte das Team keine wesentlichen Fortschritte erzielen; je ein 13. Platz durch Chris Alajajian im Hauptrennen in Zhuhai bzw. durch Khalil Beschir im Hauptrennen in Durban stellten die besten Resultate dar. Als Folge daraus blieb das Team abermals punktelos und beendete die Saison auf der 23. Gesamtposition.
Die vierte Saison stellte die beste des Teams dar. Mit einem achten Platz im Hauptrennen in Zandvoort durch Daniel Morad konnten endlich die ersten Punkte erzielt werden, es folgte mit einem sechsten Platz im Kyalami-Hauptrennen ein zweites Punkteresultat. Das Team schloss die Saison auf Gesamtrang 17 mit acht Zählern ab.
Das A1 Team Libanon hat an allen 39 Rennwochenenden der A1GP-Serie teilgenommen.

## Fahrer
Das A1 Team Libanon setzte an Rennwochenenden acht verschiedene Fahrer ein, von denen alle auch an den Rennen selbst teilnahmen. Viele der von Team Libanon eingesetzten Fahrer sind Staatsbürger eines anderen Landes (so ist zum Beispiel Graham Rahal US-Amerikaner, Daniel Morad Kanadier, Chris Alajajian Australier und Allam Khodair Brasilianer), dürfen aber aufgrund der Herkunft ihrer Eltern bzw. Großeltern für das Team an den Start gehen.

### Übersicht der Fahrer
| Fahrer           | RG | SR | HR | RS | 1. Pl.  | 2. Pl.  | 3. Pl.  | PP | SRR | Pkt. |
| ---------------- | -- | -- | -- | -- | ------- | ------- | ------- | -- | --- | ---- |
| Shaaban, Basil   | 16 | 8  | 8  | -  | 0 (0/0) | 0 (0/0) | 0 (0/0) | 0  | 0   | 0    |
| Morad, Daniel    | 14 | 7  | 7  | 4  | 0 (0/0) | 0 (0/0) | 0 (0/0) | 0  | 0   | 8    |
| Beschir, Khalil  | 14 | 7  | 7  | 5  | 0 (0/0) | 0 (0/0) | 0 (0/0) | 0  | 0   | 0    |
| Alajajian, Chris | 10 | 5  | 5  | 3  | 0 (0/0) | 0 (0/0) | 0 (0/0) | 0  | 0   | 0    |
| Khodair, Allam   | 8  | 4  | 4  | 4  | 0 (0/0) | 0 (0/0) | 0 (0/0) | 0  | 0   | 0    |
| Rahal, Graham    | 8  | 4  | 4  | -  | 0 (0/0) | 0 (0/0) | 0 (0/0) | 0  | 0   | 0    |
| Khateeb, Alex    | 4  | 2  | 2  | 5  | 0 (0/0) | 0 (0/0) | 0 (0/0) | 0  | 0   | 0    |
| Auby, Jimmy      | 4  | 2  | 2  | 4  | 0 (0/0) | 0 (0/0) | 0 (0/0) | 0  | 0   | 0    |

Legende: RG = Rennen gesamt; SR = Sprintrennen; HR = Hauptrennen; RS = Rookie-Sessions; PP = Pole-Position; SRR = schnellste Rennrunde

## Ergebnisse
| Saison | 1         | 1         | 2          | 2          | 3       | 3       | 4          | 4          | 5       | 5       | 6          | 6          | 7          | 7          | 8         | 8         | 9         | 9         | 10        | 10        | 11        | 11        | Rang | Punkte |
| ------ | --------- | --------- | ---------- | ---------- | ------- | ------- | ---------- | ---------- | ------- | ------- | ---------- | ---------- | ---------- | ---------- | --------- | --------- | --------- | --------- | --------- | --------- | --------- | --------- | ---- | ------ |
| 05/06  | Brands H. | Brands H. | EuroSpeed. | EuroSpeed. | Estoril | Estoril | Eastern C. | Eastern C. | Sepang  | Sepang  | Dubai      | Dubai      | Durban     | Durban     | Sentul    | Sentul    | Monterrey | Monterrey | Laguna S. | Laguna S. | Shanghai  | Shanghai  | 24.  | 0      |
| 05/06  | 22 BES    | 18 BES    | 19 BES     | 18 BES     | 18 SHA  | 11 SHA  | 20 SHA     | 12 SHA     | 22 BES  | 17 BES  | 24 SHA     | 16 SHA     | 17 SHA     | 15 SHA     | 17 SHA    | 22 SHA    | 13 RAH    | 14 RAH    | 21 RAH    | 20 RAH    | 18 RAH    | 11 RAH    | 24.  | 0      |
| 06/07  | Zandvoort | Zandvoort | Brno       | Brno       | Peking  | Peking  | Sepang     | Sepang     | Sentul  | Sentul  | Taupo      | Taupo      | Eastern C. | Eastern C. | Durban    | Durban    | Mexiko-S. | Mexiko-S. | Shanghai  | Shanghai  | Brands H. | Brands H. | 23.  | 0      |
| 06/07  | 16 SHA    | 21 SHA    | 12 RAH     | 12 RAH     | 19 SHA  | 13 SHA  | 17 BES     | 19 BES     | 19 SHA  | 20 SHA  | 21 KHA     | 17 KHA     | 22 KHA     | 17 KHA     | 19 KHO    | 15 KHO    | 18 KHO    | 19 KHO    | 18 KHO    | 14 KHO    | 19 KHO    | 13 KHO    | 23.  | 0      |
| 07/08  | Zandvoort | Zandvoort | Brno       | Brno       | Sepang  | Sepang  | Zhuhai     | Zhuhai     | Taupo   | Taupo   | Eastern C. | Eastern C. | Durban     | Durban     | Mexiko-S. | Mexiko-S. | Shanghai  | Shanghai  | Brands H. | Brands H. | ---       | ---       | 22.  | 0      |
| 07/08  | 14 ALA    | 19 ALA    | 20 BES     | 21 BES     | 14 ALA  | 17 ALA  | 22 ALA     | 13 ALA     | 15 ALA  | 21 ALA  | 19 ALA     | 19 ALA     | 19 BES     | 13 BES     | 15 AUB    | 17 AUB    | 18 AUB    | 22 AUB    | 22 BES    | 18 BES    |           |           | 22.  | 0      |
| 08/09  | Zandvoort | Zandvoort | Chengdu    | Chengdu    | Sepang  | Sepang  | Taupo      | Taupo      | Kyalami | Kyalami | Algarve    | Algarve    | Brands H.  | Brands H.  | ---       | ---       | ---       | ---       | ---       | ---       | ---       | ---       | 17.  | 8      |
| 08/09  | 10 MOR    | 8 MOR     | 12 MOR     | 13 MOR     | 11 MOR  | 12 MOR  | 18 MOR     | 19 MOR     | 20 MOR  | 6 MOR   | 18 MOR     | 18 MOR     | 17 MOR     | 12 MOR     |           |           |           |           |           |           |           |           | 17.  | 8      |

| Legende  | Legende            | Legende                                                          |
| Farbe    | Abkürzung          | Bedeutung                                                        |
| -------- | ------------------ | ---------------------------------------------------------------- |
| Gold     | –                  | Sieg                                                             |
| Silber   | –                  | 2. Platz                                                         |
| Bronze   | –                  | 3. Platz                                                         |
| Grün     | –                  | Platzierung in den Punkten                                       |
| Blau     | –                  | Klassifiziert außerhalb der Punkteränge                          |
| Violett  | DNF                | Rennen nicht beendet (did not finish)                            |
| Violett  | NC                 | nicht klassifiziert (not classified)                             |
| Rot      | DNQ                | nicht qualifiziert (did not qualify)                             |
| Rot      | DNPQ               | in Vorqualifikation gescheitert (did not pre-qualify)            |
| Schwarz  | DSQ                | disqualifiziert (disqualified)                                   |
| Weiß     | DNS                | nicht am Start (did not start)                                   |
| Weiß     | WD                 | zurückgezogen (withdrawn)                                        |
| Hellblau | PO                 | nur am Training teilgenommen (practiced only)                    |
| Hellblau | TD                 | Freitags-Testfahrer (test driver)                                |
| ohne     | DNP                | nicht am Training teilgenommen (did not practice)                |
| ohne     | INJ                | verletzt oder krank (injured)                                    |
| ohne     | EX                 | ausgeschlossen (excluded)                                        |
| ohne     | DNA                | nicht erschienen (did not arrive)                                |
| ohne     | C                  | Rennen abgesagt (cancelled)                                      |
| ohne     | keine WM-Teilnahme |                                                                  |
| sonstige | P/fett             | Pole-Position                                                    |
| sonstige | 1/2/3/4/5/6/7/8    | Punktplatzierung im Sprint-/Qualifikationsrennen                 |
| sonstige | SR/kursiv          | Schnellste Rennrunde                                             |
| sonstige | *                  | nicht im Ziel, aufgrund der zurückgelegten Distanz aber gewertet |
| sonstige | ()                 | Streichresultate                                                 |
| sonstige | unterstrichen      | Führender in der Gesamtwertung                                   |

Australien |
Brasilien |
China |
Deutschland |
Frankreich |
Griechenland |
Großbritannien |
Indien |
Indonesien |
Irland |
Italien |
Japan |
Kanada |
Korea |
Libanon |
Malaysia |
Mexiko |
Monaco |
Neuseeland |
Niederlande |
Österreich |
Pakistan |
Portugal |
Russland |
Schweiz |
Singapur |
Südafrika |
Tschechien |
USA